# Scolopendropsis bahiensis
Scolopendropsis bahiensis är en mångfotingart som först beskrevs av Brandt 1841.  Scolopendropsis bahiensis ingår i släktet Scolopendropsis och familjen Scolopendridae. Inga underarter finns listade i Catalogue of Life.